# Anarchias galapagensis
Anarchias galapagensis är en fiskart som först beskrevs av Seale, 1940.  Anarchias galapagensis ingår i släktet Anarchias och familjen Muraenidae. IUCN kategoriserar arten globalt som livskraftig. Inga underarter finns listade i Catalogue of Life.